# کوه تیلسن
کوه تیلسن (به انگلیسی: Mount Thielsen) یک کوه در ایالات متحده آمریکا است که در شهرستان داگلاس، اورگن واقع شده‌است. کوه تیلسن ۲٬۷۹۹٫۳۲ متر بالاتر از سطح دریا واقع شده‌است.